# Maisoncelle-et-Villers
 Maisoncelle-et-Villers  es una población y comuna francesa, en la región de Champaña-Ardenas, departamento de Ardenas, en el distrito de Sedan y cantón de Raucourt-et-Flaba.

## Demografía
| 96 | 93 | 81 | 59 | 50 | 67 |
| Para los censos de 1962 a 1999 la población legal corresponde a la población sin duplicidades (Fuente: INSEE [Consultar]) |    |    |    |    |    |